# José Luis López Mejía
José Luis López Mejía (* 12. August 1955 in Huentitlán el Alto, bei Guadalajara, Jalisco), auch bekannt unter dem Spitznamen Pareja, ist ein ehemaliger mexikanischer Fußballspieler, der meistens im offensiven Mittelfeld agierte. Er ist der Vater des Fußballspielers José Luis López Monroy.

## Laufbahn
López Mejía erhielt seinen ersten Profivertrag im Alter von 17 Jahren bei den UNAM Pumas  und entwickelte sich rasch zu einem torgefährlichen Stammspieler. Bereits in seiner ersten Saison 1972/73 erzielte der Mittelfeldspieler sechs Tore und steigerte sich in der kommenden Saison 1973/74 auf neun Treffer.
In den Spielzeiten 1976/77 und 1980/81 gewann López mit den Pumas zweimal die mexikanische Fußballmeisterschaft. Außerdem gewann er 1975 den Pokalwettbewerb und den Supercup sowie in den frühen 1980er Jahren zweimal den CONCACAF Champions’ Cup (1980 und 1982) und einmal (1981) die Copa Interamericana.
Zwischen 1981 und 1985 stand López beim Tampico-Madero FC unter Vertrag und die nächsten drei Jahre beim Club Necaxa. Anschließend ließ er seine aktive Laufbahn bei den Cobras Ciudad Juárez ausklingen.

## Erfolge
- Mexikanischer Meister: 1977, 1981
- Mexikanischer Pokalsieger: 1975
- Mexikanischer Supercup: 1975
- CONCACAF Champions’ Cup: 1980, 1982
- Copa Interamericana: 1981